# Mellersta Finlands flygmuseum

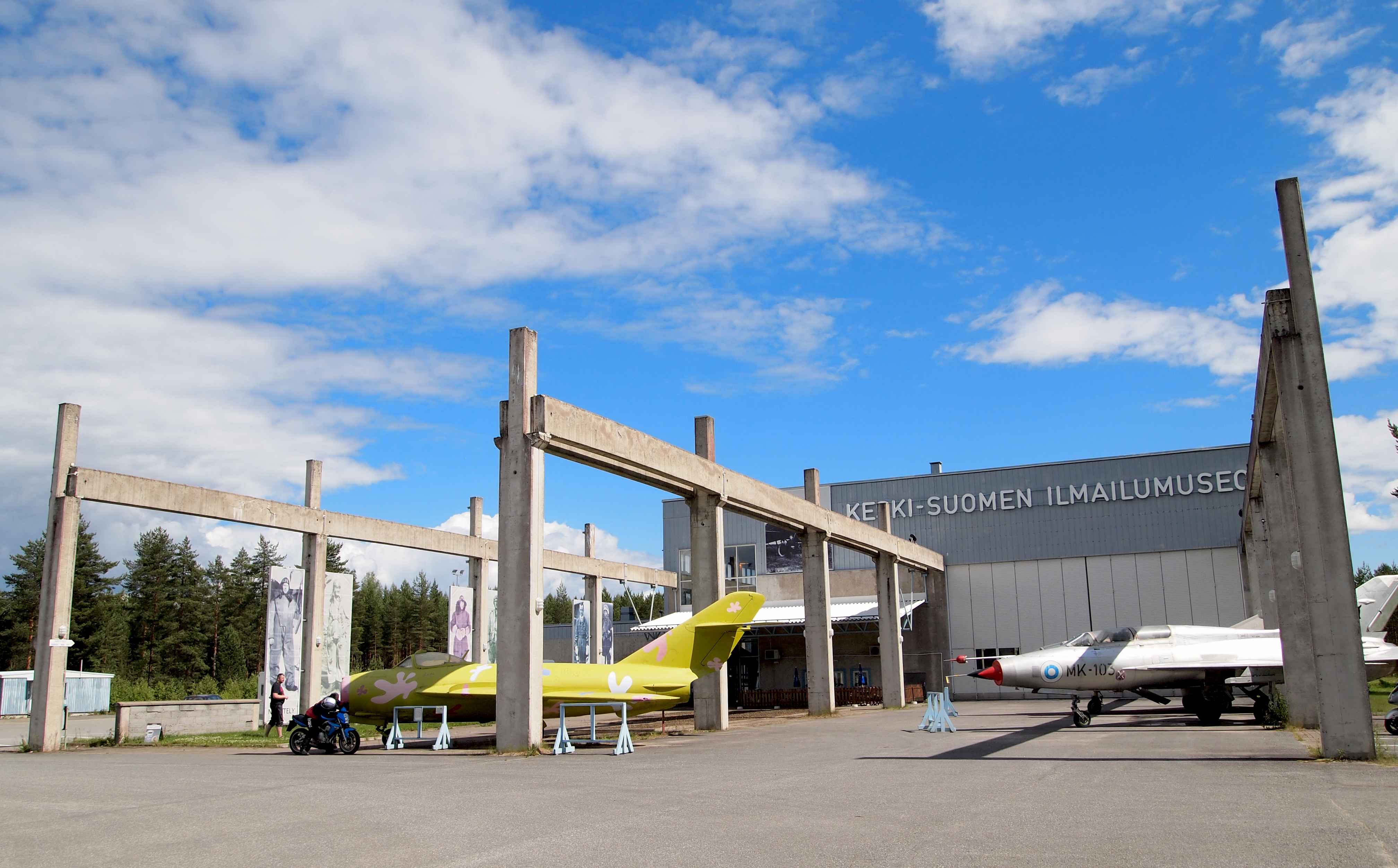
Mellersta Finlands flygmuseum

Mellersta Finlands flygmuseum (finska: Keski-Suomen ilmailumuseo) är ett flygmuseum som är beläget i Tikkakoski i Jyväskylä i Finland. Majoriteten av flygplanen i samlingarna är militärflygplan som har använts av det finländska flygvapnet. Museet öppnade den 1 juni 1979  vid flyghangar 1 vid Jyväskyläs flygfält. Besökarantalet uppgår till ca 20 000 per år. Museet har nio anställda. 
Namnet på museet ändrades 2016 till Finlands flygvapenmuseum (finska: Suomen ilmavoimamuseo).

## Samlingar
Förutom utställda flygplan finna också en stor utställning med modellflygplan samt signal- och radarutrustning.
- Avro 504K
- De Havilland D.H. 60X Moth
- De Havilland D.H. 115 Vampire Trainer T.Mk.55
- Douglas DC-3 d.v.s. C-47
- Focke-Wulf FW 44 J Stieglitz
- Fokker D.XXI
- Folland Gnat Mk.1
- Fouga CM170 Magister
- Gourdou-Lesseurre B.3
- Iljushin Il-28R
- Martinsyde F.4 Buzzard
- Messerschmitt Bf 109G-6/Y
- Mignet HM-14 Pou du Ciel med namnet "Taivaan Kirppu"
- MiG-15UTI (tvåsitsig)
- MiG-21F
- MiG-21UTI (tvåsitsig)
- Mil Mi-1
- Mil Mi-4
- Morane-Saulnier MS 50C
- Saab 91D Safir
- Thulin typ D replika
- Tiira
- Valmet Vihuri II
- VL Humu
- VL Pyörremyrsky
- VL Pyry

## Bildgalleri

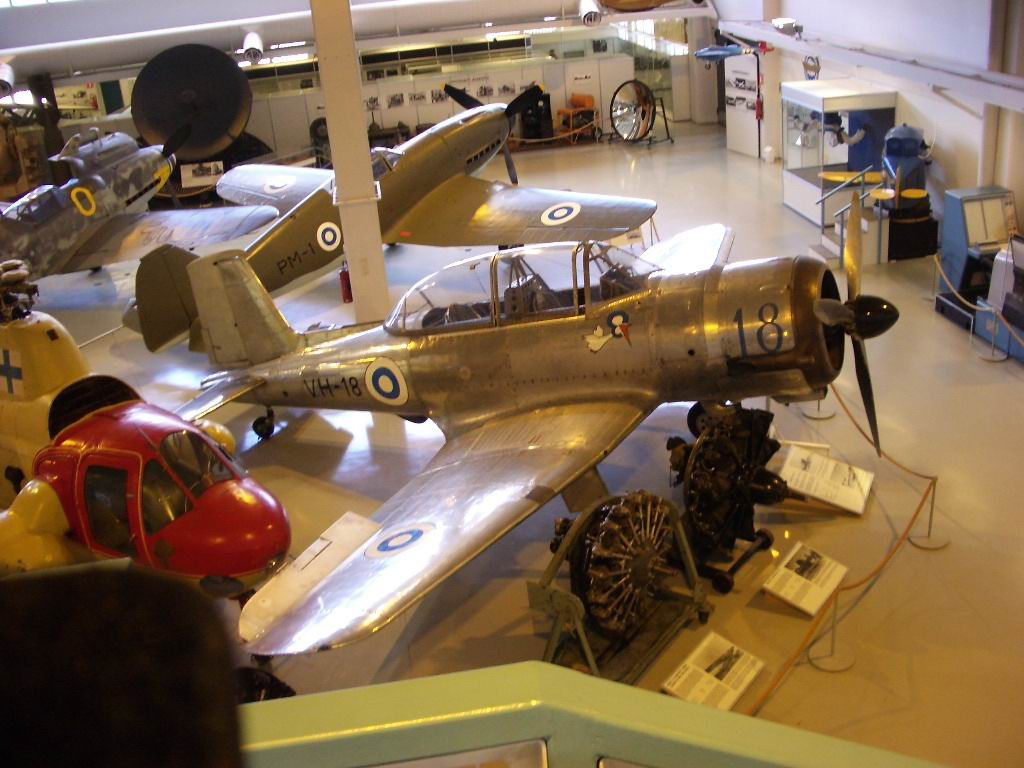
Valmet Vihuri
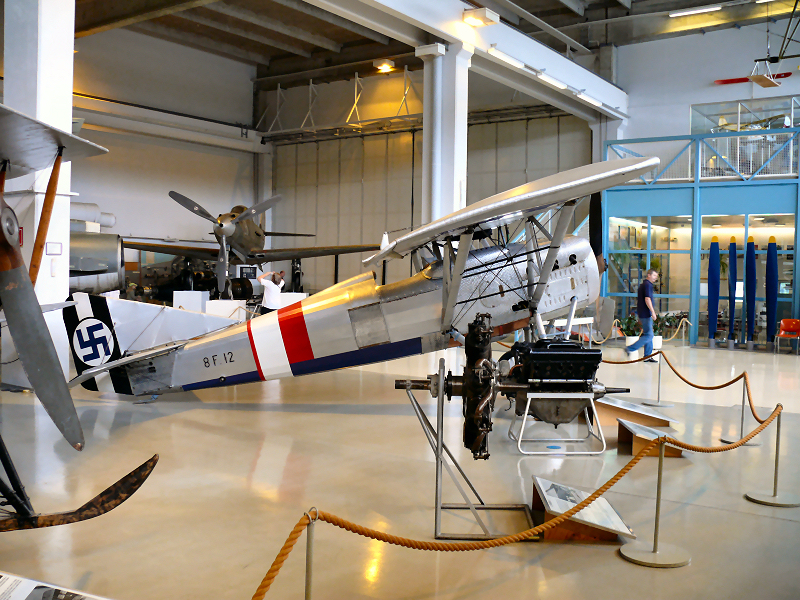
Jaktflygplanet Gourdou-Leseurre GL.2